# Talboden

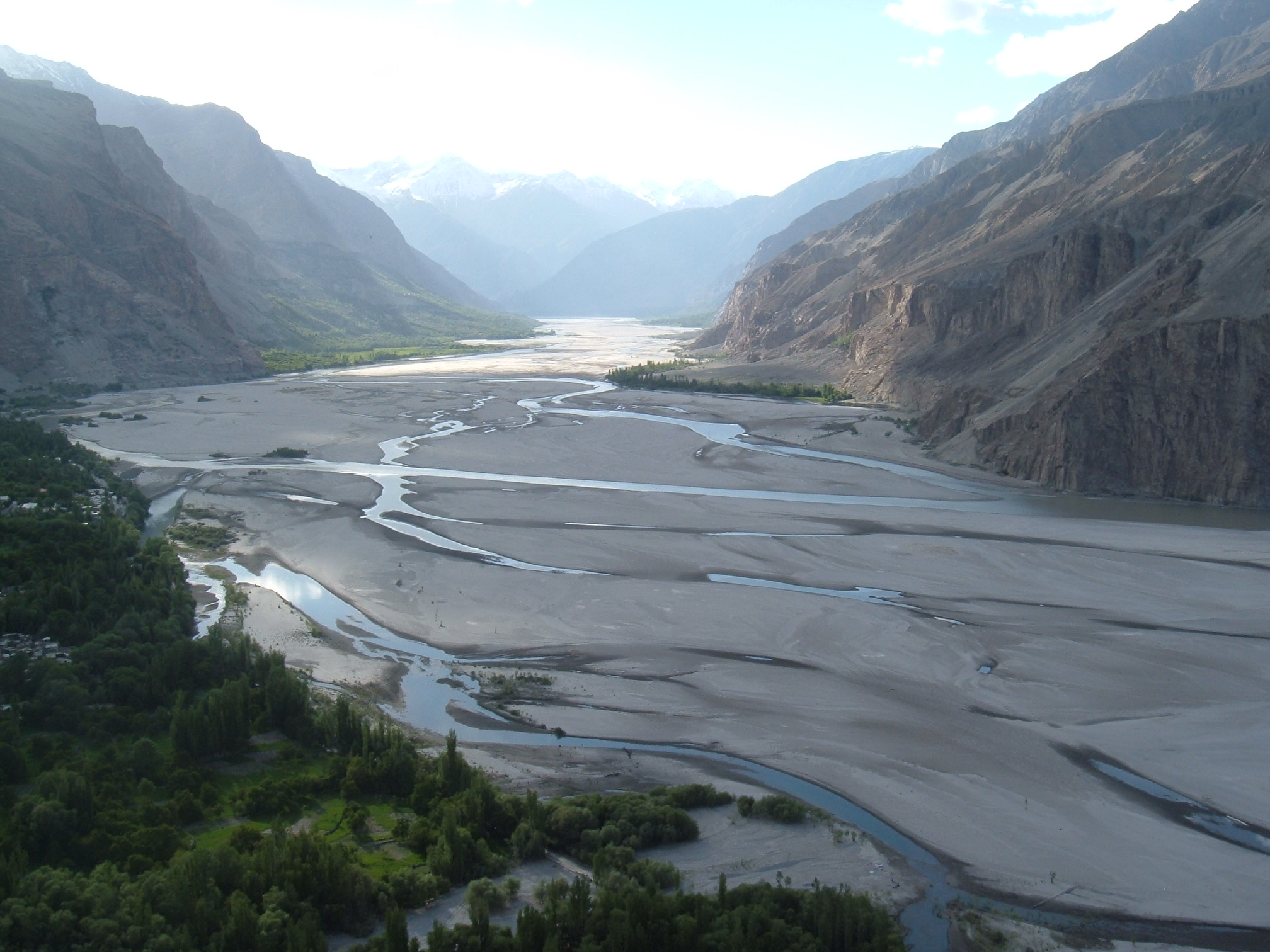
Aktuell entstehender Talboden durch Sedimentauffüllung eines glazigenen Trogtals (Shyuok-Tal, Pakistan)

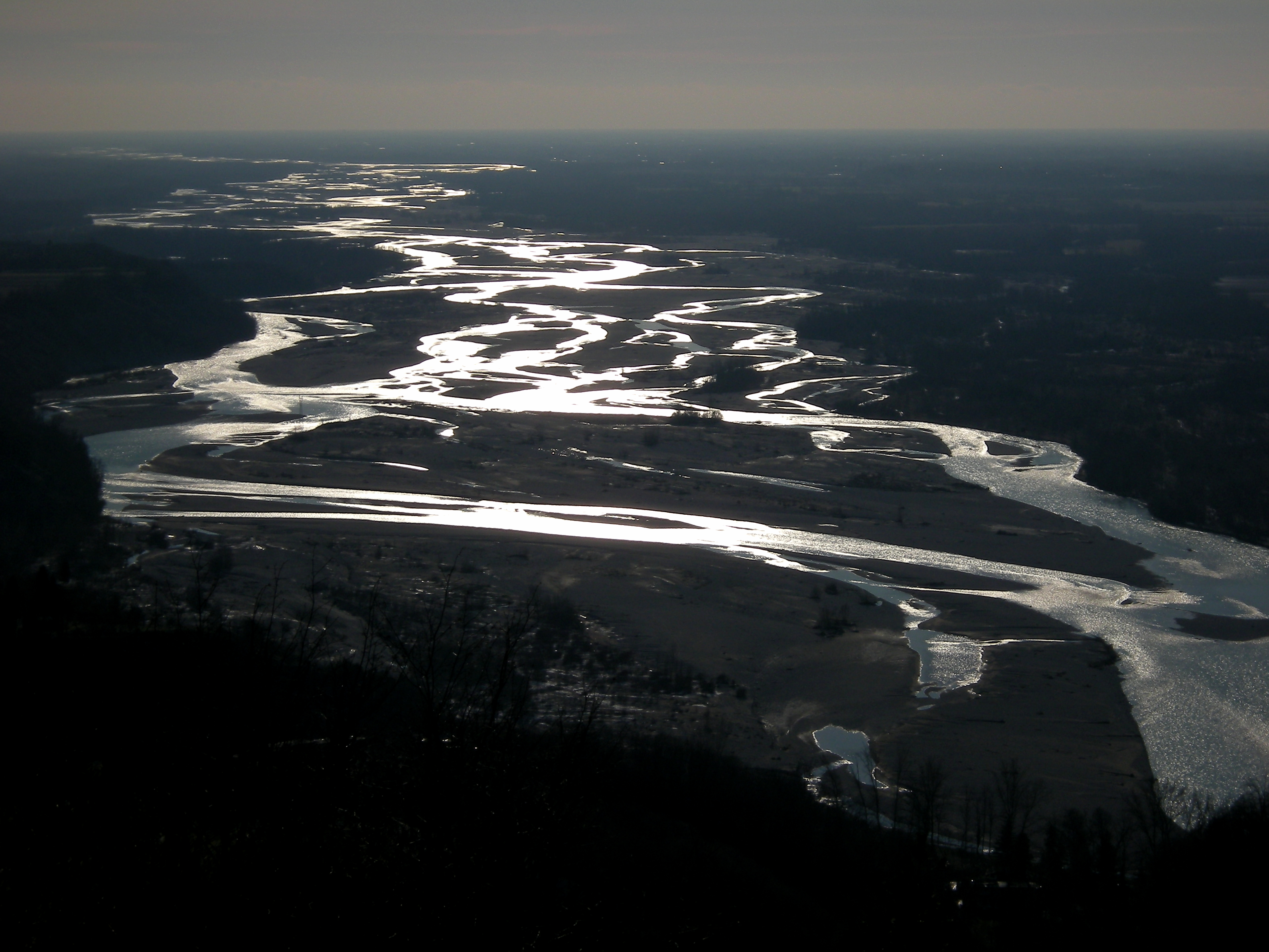
Tagliamento, letzter zurzeit noch unregulierter Fluss in Mitteleuropa (südalpine Ausläufer), Italien

Als Talboden, Talgrund  oder Talsohle wird eine relativ breite, ebene Fläche am Flusslauf eines Tales bezeichnet.

## Formen und Bezeichnungen
Der Talboden ist im Regelfall durch Erosion und nachfolgende Auffüllung mit Sedimenten oder anderem Lockergestein entstanden (Sohlental im Allgemeinen), beim expliziten Trogtal (mit Felsgrund) auch durch direkte Gletscherausschürfung, beim Kastental oder Muldental durch Sekundärerosion. Bei einem nur schmalen Talgrund spricht man hingegen von der Tallinie, bei einer kurzen, besonders breiten Talweitung von einem Talkessel, bei umfangreicheren Talungen von Becken(-landschaft), oder allgemein von Flussebene.
Ausdrücke für kleinere Talgründe – auch im Sinne regionaler Landformen – sind etwa Tobel oder Kar. Nicht hydrographisch bedingte Eintalungsböden sind die Dolinen des Karst oder vulkanische Calderen.

## Entstehung und Nutzung
Breite Talböden sind besonders in alpinen Trog- oder U-Tälern vorzufinden, die in mittlerer Höhe häufig auch Talschultern aufweisen. Sie gehen im Allgemeinen auf die Erosion eiszeitlicher Gletscher zurück. Viele von Gletschern geformte Gebirgstäler sind in Längsrichtung durch eine Reihe von Talstufen gegliedert, in die nachfolgend die Schmelzwasserbäche Schluchten einschneiden. Besonders an den Schluchtausgängen am Fuß der Stufen bildeten sich frühzeitig kleinere Talböden aus abgelagerten Flussschottern. Der Talgrund kann aus Schottern stark variierender Korngröße aufgebaut sein. Neben dem Flussbett können flache Terrassen, Altwässer und zeitweilig überflutete Auwälder zu finden sein. Diese fluvial sedimentierten Talfüllungen sind oftmals durch erneute Erosionsvorgänge teilweise wieder abgetragen worden. Von den dabei entstandenen Talterrassen wird meist nur die unterste dem Talboden zugerechnet.
Talböden stellen bei geeigneter Höhenlage, oberflächennahem Wasserhaushalt und Mikroklima wirtschaftliche Kernräume von Gebirgen dar, da sie relativ leicht besiedelt und landwirtschaftlich genutzt werden können. Die Talsiedlungen finden sich – je nach regionaler Bautradition, Besonnung oder etwaigen Umweltgefahren – teils im Talboden selbst, meist aber auf den höheren Terrassen bzw. den Schuttkegeln der Seitenbäche oder auf sonnseitigen Ebenheiten im unteren Hangbereich. Die Talböden von alpinen Hochtälern sind häufig von Lawinen oder Bergsturz bedroht, die tieferen Lagen eher von Wildbächen und Murgängen. Häufig haben postglaziale Verlandungsprozesse zur Bildung von Feuchtgebieten geführt, die als Almböden oder seltener auch als Streuobstwiesen genutzt werden. In einigen haben sich Hochmoore entwickeln können, die als selten gewordene Biotope heute zumeist unter Schutz stehen.
Vereinzelt dient das Suffix -boden auch zur Kennzeichnung von Örtlichkeiten des Talbodens (z. B. Bodenbauer oder Mooser- und Seeboden) oder von ortsbezogenen Unternehmen (z. B. Talboden-Immobilien  oder Raiffeisenkasse Lienzertalboden).

## Spuren einstiger Talböden
In ostalpinen Hochtälern oder inneralpinen Becken finden sich Schotter, die Augensteingerölle genannt werden. Sie zeigen, dass vor der Heraushebung der Alpen (meist seit dem Miozän) heutige Hochlagen einstige Talböden gewesen sein können, wie der Miesboden im Kemetgebirge (Steiermark), einige Ebenheiten bei Rax- und Schneealpe (Niederösterreich) oder die Südtiroler Fanesgruppe.
Für große Alpentäler wie Inn, Eisack/Etsch, Salzach charakteristisch sind die Trogböden der älteren großen Eiszeiten (Mindel, Riß), in die sich die Flüsse nochmals eingekerbt haben und die unterhalb durch die späteren Gletscher (Würm) neuerlich ausgesohlt wurden, so die Tiroler Mittelgebirge, oder die hochliegenden Ausgänge der Tauerntäler.